# The Kid from Kokomo
The Kid from Kokomo és una pel·lícula de comèdia estatunidenca de 1939 dirigida per Lewis Seiler i escrita per Richard Macaulay i Jerry Wald. La pel·lícula és protagonitzada per Pat O'Brien, Wayne Morris, Joan Blondell, May Robson, Jane Wyman i Stanley Fields. La pel·lícula va ser estrenada per Warner Bros. el 23 de maig de 1939.

## Argument
Amb la necessitat de tenir un nou lluitador, el gerent Billy Murphy i la seva estimada Doris Harvey es troben amb un noi anomenat Homer Baston que té un gran potencial a Kokomo, Indiana. El nen explica com no pot deixar Kokomo perquè la seva mare el va abandonar quan era un nadó però li va prometre tornar-hi.
Billy i Doris el convencen de marxar, on Homer tindrà més possibilitats de trobar la seva mare desapareguda. En Homer té nostàlgia, així que en Billy paga la fiança d'una lladre, la Maggie Manell, contractant-la perquè fingeixi ser la mare d'en Homer. Ella comença a gastar la major part dels diners d'en Homer, i el pla d'en Billy per portar el seu amic Muscles Malone és contraproduent quan en Homer creu que en Muscles és el seu pare.
Mentre s'enamora de la Marian Bronson, una periodista, en Homer s'entrena per a una lluita pel títol contra Curley Bender, però la "Ma" el convenç de perdre a propòsit perquè deu diners als jugadors. Al ring, Curley insulta la seva mare, de manera que Homer el noqueja. En Billy i la Doris veuen com se celebra un matrimoni doble, en Homer es casa amb la Marian, mentre que la Maggie i en Muscles, reticents, fan el mateix, convertint-se en els seus nous pares adoptius.

## Repartiment
- Pat O'Brien com William Jennings 'Billy / 'Square Shooting Murph' Murphy
- Wayne Morris com Homer Baston
- Joan Blondell com Doris Harvey
- May Robson com Margaret 'Maggie' / 'Ma' Manell
- Jane Wyman com Marian Bronson
- Stanley Fields com Muscles Malone
- Maxie Rosenbloom com Curley Bender
- Sidney Toler com jutge William 'Gashouse' Bronson
- Edward Brophy com Eddie Black
- Winifred Harris com Mrs. Bronson
- Morgan Conway com Louie
- John Ridgely com Sam
- Ward Bond com Ladislaw Klewicki
- Paul Hurst com ancià